# ジョン・デブレット
ジョン・デブレット（英語: John Debrett、1753年1月8日 – 1822年11月15日）は、イギリスの出版業者、編集者。『デブレット貴族名鑑』（2巻、1802年5月初版）の出版で知られる。

## 生涯
ジャン・デブレット（Jean Debrett）とレイチェル・パンショード（Rachel Panchaud）の息子として、1753年1月8日に生まれ、ウェストミンスターで洗礼を受けた。13歳でロバート・デイビス（Robert Davis）の本屋で見習いになり、以降1780年/1781年頃まで続いた。
1781年にピカデリー178号、バーリントン・ハウスの向こうにあるジョン・アーモンの書店を買い上げて経営した。アーモンが経営したときと同じく、書店はホイッグ党員のたまり場で、政治や文学のラウンジとしても使われたというが、一方で小ピット派（トーリー党員）はその隣にあるストックデイル（Stockdale、ジョン・ストックデイルの店）に行くことが多かった。
1802年5月に『デブレット貴族名鑑』の初版を出版、以降第15版（死後の1823年に出版）まで編集に関わったほか、1808年に『デブレット準男爵名鑑』を出版した。貴族名鑑の出版がデブレット死後も続いたため、貴族名鑑といえばデブレットの名前が挙げられるほど有名になり、関連書籍にもデブレットの名前が使われたという。
一方で書店の経営状態は芳しくなく、デブレット自身が1801年と1804年の2度にわたって破産を宣言され、1805年には書店を廃業したが、出版業は1814年頃まで続けた。以降は印税と妻ソフィアからの年金を頼りに生活した。また、借金により王立法廷監獄（1806年2月1日釈放）やフリート監獄（1814年11月17日釈放）に投獄されたこともあった。
晩年にロバート・ハイシュを出版業者トマス・ケリー（Thomas Kelly）に紹介し、ケリーはハイシュに著作を依頼したが、デブレットはハイシュに90ポンドの紹介費を要求した。ハイシュは75ポンドしか支払えず、1819年に逮捕された。デブレットの死後、ハイシュは一旦釈放されたが、今度はデブレットの債権者が取り立てにきて、ハイシュが再逮捕された。
長い闘病生活ののち、1822年11月15日にリージェンツ・パークのアッパー・グロスター・ストリート（Upper Gloucester Street）にある自宅で死去、22日に埋葬された。享年70で、遺言状は残さなかったという。

## 人物
『ジェントルマンズ・マガジン』の訃報では「善良で親切な人物」（a kind, good-natured, friendly man）とし、「多くの財産を手にする機会はあったものの、自信過剰と気楽さにより、それを上手く活用できなかった」と評した。

## 編纂した書籍
- The European Magazine, and London Review（1782年1月 – 1801年）[2][4]
- The Foundling Hospital for Witの新版（1784年、6巻、十二折り判） - 巻末でアーモンが出版したThe New Peerage（1784年、3巻、八折り判）を宣伝している[1]。この貴族名鑑について、アーモンが編集に関わっておらず出版のみ手掛けたとする説と[1]、アーモンが編集したとする説がある[2]
- Asylum for Fugitive Pieces in Prose and Verse（1785年 – 1788年、4巻、十二折り判）[1]
- Parliamentary Papers（1797年、3巻、八折り判）[3]
- 『デブレット貴族名鑑』（Peerage of England, Scotland, and Ireland, containing an Account of all the Peers、2巻、十二折り判）[1]
  - 初版：1802年5月
  - 第2版：1802年9月
  - 第3版：1803年6月
  - 第4版：1805年
  - 第5版：1806年
  - 第6版：1808年
  - 第7版：1809年
  - 第8版：1812年
  - 第9版：1814年
  - 第10版：1816年
  - 第11版：1817年
  - 第12版：1819年
  - 第13版：1820年
  - 第14版：1822年
  - 第15版：1823年 - デブレットの死後に出版され、以降の再版にデブレット自身は関わっていない[1]
  - 第16版：1825年
  - 以降デブレット社（英語版）が出版を継続、2019年には電子書籍版が出版された[7]
- 『デブレット準男爵名鑑』（The Baronetage of England, containing their Descent and Present State, by John Debrett、1808年初版、2巻、十二折り判）[1]
- The British Imperial Calendar（1818年、1820年 – 1822年）[4]

## 家族
妻ソフィアとの間で4男2女をもうけた。
- ソフィア・ミラベラ（Sophia Mirabella、1788年2月12日 – 1859年11月23日[9]） - 1820年2月3日、リチャード・サミュエル・バトラー・サンディランズ（Richard Samuel Butler Sandilands、1791年ごろ – 1864年2月29日）と結婚[8][10]
- ジョン・エドワード（1789年9月15日 – 1835年5月10日） - 軍人、インドのシムラーにて没。1825年10月31日、マーサ・バーラップ（Martha Burrup、1794年ごろ – 1867年11月17日、ジョン・バーラップの娘）と結婚[8][11]
- ジョージ・ギブソン（George Gibson、1792年5月22日 – 1817年12月24日） - 軍人、インドのカタックにて没[12][11]
- マリア・アン（Maria Anne、1795年4月13日 – 1826年6月25日） - 「マリア・エイミー」とも。生涯未婚、コルカタにて没[11][8]
- チャールズ・フィールド（Charles Field、1798年2月5日 – 1798年8月22日[8]）
- ヘンリー・シモンズ（Henry Symonds、1801年12月5日 – 1842年1月26日） - 聖職者。1822年7月10日にケンブリッジ大学ダウニング・カレッジに入学、1827年にLL.B.の学位を修得した。生涯未婚[8][13]

## 関連図書
- "Debrett, John (c. 1750-1822)". The Riverside Dictionary of Biography (英語). Houghton Mifflin. 2005. p. 220. ISBN 978-0-618-49337-1。